# Autorretrato con un arpa
Autorretrato con un arpa es una pintura de 1791 obra de Rose-Adélaïde Ducreux perteneciente al Museo Metropolitano de Arte.

## Historia
Rose-Adélaïde Ducreux, hija de Joseph Ducreux, retratista de María Antonieta, fue instruida por su padre. Debido a que su familia no era miembro de la Real Academia de Pintura y Escultura, sus obras no fueron expuestas antes de la Revolución francesa en el Salón de París, el cual fue abierto a otros artistas en 1791, siendo Autorretrato con un arpa expuesto por vez primera junto con una obra de su padre en el salón del Louvre ese mismo año.
La pintura fue posteriormente exhibida en una exposición titulada "Selección de trabajos por pintores franceses e ingleses del siglo XVIII", celebrada por la Galería de Arte de la Corporación de Londres entre el 22 de abril y el 26 de julio de 1902. Tras dicha exposición, la obra fue vendida en 1905 a David H. King Jr., permaneciendo en su colección privada hasta que fue vendida en 1938 a Susan Dwight Bliss.

## Composición
La obra representa a Rose-Adélaïde Ducreux, sujeto frecuente en sus trabajos artísticos. Debido a que el oficio de pintor era inusual en mujeres además de percibido como una labor masculina, ésta no era una profesión ampliamente aceptada en la época. Las mujeres solían emplearse a sí mismas como tema en sus obras, creando un personaje marcadamente femenino. 
Mediante el empleo de su belleza, talento y encanto, Ducreux logró capturar los rasgos más valorados por la sociedad del momento en lo relativo a la mujer. Pintada en un estilo neoclásico, la obra, realizada a tamaño natural, muestra a la artista de pie tocando un arpa. El instrumento aparece representado como un elemento accesorio que realza el esplendor de la forma femenina, envuelta en un lujoso vestido de seda el cual refleja el refinamiento de la artista. Sumado a su belleza juvenil, la iluminación de su figura se ve complementada por su habilidad con la música, reflejada en la postura de su mano izquierda, así como por la presencia de una novela y un jarrón decorativo situados en una mesa cercana, justo detrás de la partitura.